# Charl Crous
Charl Stefan Crous, né le 25 septembre 1990 à Johannesbourg, est un nageur sud-africain. 

## Carrière
Charl Crous dispute les Jeux du Commonwealth de 2010 à Delhi, obtenant la médaille d'argent du relais 4 x 100 mètres quatre nages.
Il obtient la médaille d'or des 50 et 100 mètres dos ainsi que du relais 4 x 100 mètres quatre nages et la médaille d'argent du 200 mètres dos aux Jeux africains de 2011 à Maputo.
Charl Crous participe aux Jeux olympiques d'été de 2012 à Londres, où il est éliminé en séries du 100 mètres dos et du relais 4 x 100 mètres quatre nages.